# Henk Bleker

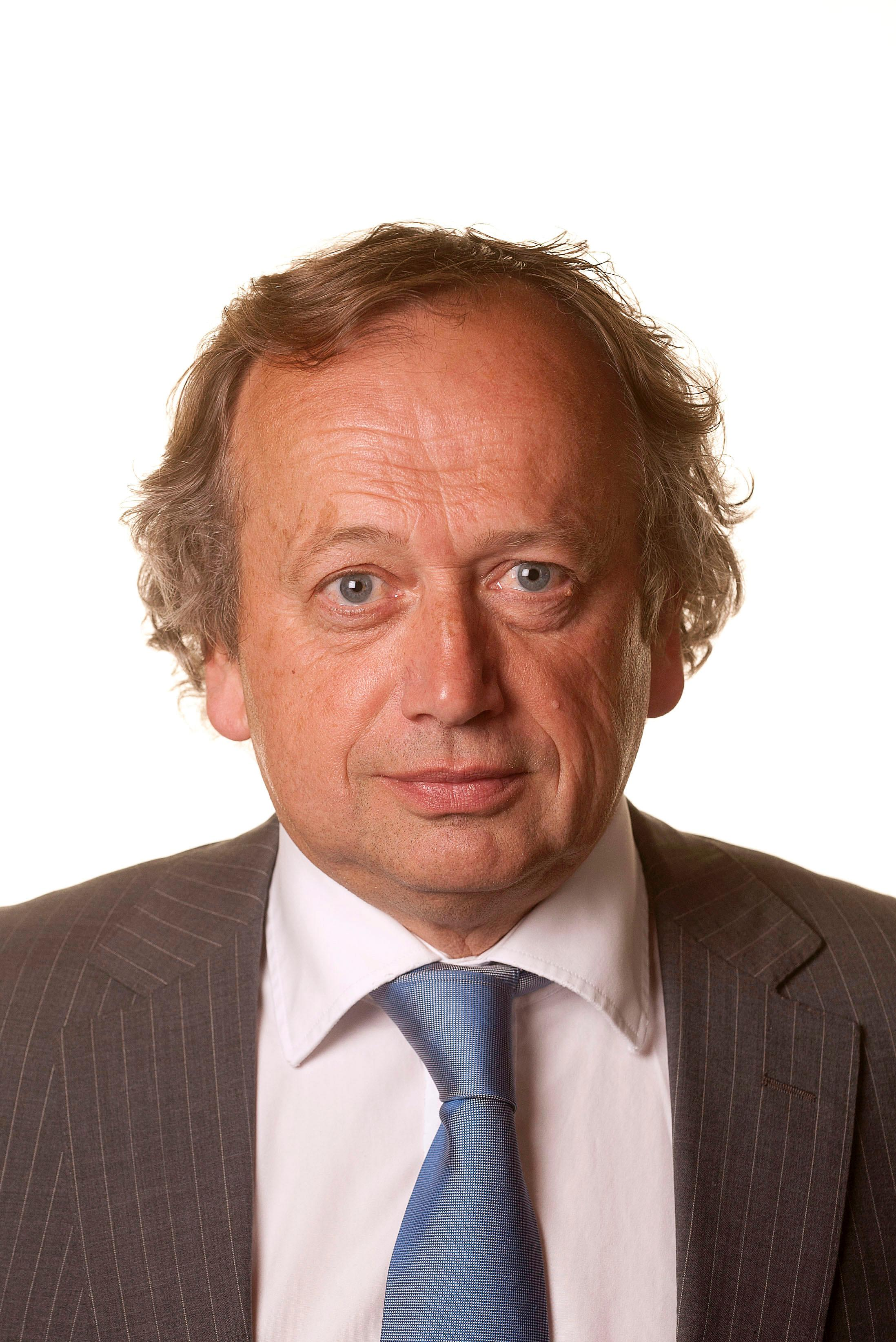
Henk Bleker (2010)

Hinderk „Henk“ Bleker (* 26. Juli 1953 in Onstwedde, Provinz Groningen) ist ein niederländischer Politiker des Christen-Democratisch Appèl (CDA).

## Leben
Nach dem Besuch des Ubbo Emmius Lyceum in Stadskanaal begann er 1971 ein Studium der Politikwissenschaft an der Freien Universität Amsterdam und schloss dieses Studium 1977 ab. Bereits während des Studiums wurde er 1975 Mitarbeiter im Innenministerium sowie anschließend von 1976 bis 1984 Wissenschaftlicher Mitarbeiter an der Reichsuniversität Groningen. Dort schloss er im Juni 1984 seine Promotion zum Doktor der Rechte mit einer Promotion zum Thema Na(ar) goed overleg ...: achtergronden en verbeteringen van overleg in het openbaar bestuur in het bijzonder in verhoudingen tussen overheden ab. Im Anschluss war er zwischen 1984 und 1999 als selbständiger Organisationsberater tätig.
Daneben begann er seine politische Laufbahn, als er im Juni 1982 als Vertreter der CDA zum Mitglied des Parlaments der Provinz Groningen (Provinciale Staten van Groningen) gewählt wurde und diesem bis April 2003 angehörte. Während dieser Zeit war er zunächst von 1991 bis April 1999 Vorsitzender der Fraktion der CDA in den Provinciale Staten van Groningen, dann Deputierter der Provinz Groningen für Wohlfahrt, Fürsorge und Sport sowie zwischen April 2003 und März 2007 Deputierter der Provinz Groningen für Verkehr, Transport, Wasser und Energie.
Dazwischen war er zudem auch von November 2001 bis Oktober 2010 Sekretär und Mitglied des Exekutivvorstandes des CDA. Nachdem er im März wieder kurzzeitig Mitglied des Provinzparlaments war, war er von März 2007 bis Mai 2009 abermals Deputierter der Provinz Groningen und zwar nunmehr für Landwirtschaft, Natur, Umwelt und Verwaltungsorganisation.
Bleker, der von Mai bis Oktober 2010 Direktor des Radiosenders RTV Noord war, war zwischen Juni und Oktober 2010 als Nachfolger von Peter van Heeswijk kommissarischer Vorsitzender des CDA.
Am 14. Oktober 2010 wurde er von Ministerpräsident Mark Rutte in dessen Kabinett berufen und war dort bis dem 5. November 2012 als Staatssekretär im Ministerium für Wirtschaft, Landwirtschaft und Innovation für Landwirtschaft, Natur, Lebensmittelqualität, Handelspolitik, Tourismus und Post zuständig.

## Nach dem Ausscheiden aus der Politik
2014 wurde er Vorsitzender des Aufsichtsrats der Seehund-Aufzuchtstation von Pieterburen. Seit dem 1. März 2014 ist er außerdem Vorsitzender von Vee & Logistiek, einem niederländischen Logistik-Unternehmen für Tiertransporte. Er ist auch Mitinhaber eines Unternehmens mit 250 Milchkühen in der Mongolei.
Seit März 2019 ist Bleker General Manager von PowerField Realisatie en Exploitatie Nederland BV., einem niederländischen Unternehmen für Erneuerbare Energien. Zuvor, von Dezember 2017 bis März 2019, war er hier Mitglied des Beirats.

## Veröffentlichungen
- Macht in het binnenlands bestuur: een theoretische en empirische verkenning van machts- en invloedsverhoudingen tussen bestuurslagen, in Verlag Wolters Kluwer 1983, ISBN 902-6-81394-5